# Hibiscus perrieri
Hibiscus perrieri är en malvaväxtart som beskrevs av Bénédict Pierre Georges Hochreutiner. Hibiscus perrieri ingår i Hibiskussläktet som ingår i familjen malvaväxter. Utöver nominatformen finns också underarten H. p. rosa-madagascariensis.